# Saltos ornamentais nos Jogos Olímpicos de Verão da Juventude de 2010 - Trampolim 3 m individual feminino
A competição da categoria trampolim de 3 m feminino dos saltos ornamentais nos Jogos Olímpicos de Verão da Juventude de 2010 foi realizada no dia 23 de agosto no Complexo de Natação de Toa Payoh, em Singapura. Treze competidoras disputaram a fase de qualificação às 13:30 e as doze melhores a final às 20:30, sempre no horário de Singapura.

## Medalhistas
| Ouro   | CHN Liu Jiao             |
| Prata  | MAS Pandelela Pamg       |
| Bronze | UKR Viktoriya Potyekhina |

## Resultados
| Pos.              | Atleta                   | Qualificação | Qualificação | Final       | Final       |
| Pos.              | Atleta                   | Pontos       | Pos.         | Pontos      | Pos.        |
| ----------------- | ------------------------ | ------------ | ------------ | ----------- | ----------- |
| Medalha de ouro   | CHN Liu Jiao             | 505.35       | 1            | 511.35      | 1           |
| Medalha de prata  | MAS Pandelela Pamg       | 439.25       | 2            | 444.15      | 2           |
| Medalha de bronze | UKR Viktoriya Potyekhina | 388.55       | 5            | 433.55      | 3           |
| 4                 | CAN Pamela Ware          | 411.45       | 3            | 431.55      | 4           |
| 5                 | AUS Hannah Thek          | 385.70       | 6            | 428.00      | 5           |
| 6                 | ITA Elena Bertocchi      | 404.85       | 4            | 411.50      | 6           |
| 7                 | GER Kieu Duong           | 341.70       | 11           | 387.70      | 7           |
| 8                 | USA Annika Lenz          | 341.45       | 12           | 380.70      | 8           |
| 9                 | FRA Fanny Bouvet         | 353.20       | 8            | 369.60      | 9           |
| 10                | VEN Beannelys Velasquez  | 342.45       | 9            | 359.20      | 10          |
| 11                | MEX Teresa Vallejo       | 360.35       | 7            | 348.90      | 11          |
| 12                | MON Pauline Ducruet      | 341.75       | 10           | 326.45      | 12          |
| -                 | SIN Chloe Chan           | 313.95       | 13           | Não avançou | Não avançou |